# حقل شمشون البحري للغاز
حقل شمشون البحري، هو حقل غاز طبيعي بحري في مياه البحر المتوسط، بدأت إسرائيل الحفر فيه في 30 أبريل 2012.

## الموقع
يقع الموقع في مروحة النيل في الحوض المشرقي بالبحر المتوسط أمام السواحل الإسرائيلية، على عمق 3,622 قدم تحت سطح البحر ومن المنتظر أن تصل عمليات الحفر إلى 14,764 قدم تحت قاع البحر. لا تذكر إسرائيل مواقع حقولها الغازية في البحر المتوسط. وربما كان السبب هو أن حدودها المائية (الإقليمية والاقتصادية الخالصة) مع كل من مصر ولبنان غير مرسـّمة. لذلك فقد كانت أول خريطة عن حقول إسرائيل في البحر المتوسط قد صدرت فقط في 30 أبريل 2012 عن شركة ATP الأمريكية وليس عن أي جهة بإسرائيل. كما نلاحظ أن منطقة جبل إراتوستينس الغاطس في شرق المتوسط، دوناً عن باقي أرجاء البحر المتوسط، لا تتيح گوگل إيرث لها صوراً ساتلية قريبة - وهذا الأمر لا يتم إلا إذا طلبت دولة من شركة گوگل حجب تلك الصور. ولذلك فقد تم تحديد موقع الحقل بناء معلومتين رئيسيتين: الأولى هو أن البئر يقع على عمق 3622 قدم تحت سطح البحر، ومنها أمكن تحديد خط الكونتور في خريطة باثيمترية (طبوغرافية أعماق) لشرق المتوسط وهو موازي تقريباً للساحل الجنوبي (المصري) للبحر المتوسط وعلى بعد 114 كم من الساحل المصري. المعلومة الثانية هي حسب الخريطة الموضحة أدناه من شركة ATP فإن شمشون يقع جنوب حقل لڤياثان. لذلك فحقل شمشون هو نقطة تقاطع خط كونتور عمق -3622 قدم مع خط رأسي مار بحقل لڤياثان.

## الاحتياطيات
أعلنت شركة وديعين إنرجي الإسرائلية أن حقل شمشون البحري يضم ما يتراوح بين 0.3-0.9 تريليون قدم³ مكعبة من الغاز فقط، على النقيض من تقديرات سابقة كانت تقول إنه يضم 2,3 تريليون.وقال بيان موديعين إنرجي إنه وفقًا للتقييم الذي قامت به شركة نساي فإن 0.6 ترليون قدم مكعبة هو أفضل تقدير لما يضمه الحقل، وأن أدنى تقدير هو 0.3 تريليون قدم مكعبة.

## تطوير الحقل
بدأت شركة إيه‌تي‌پي الأمريكية الحفر في البئر في 30 أبريل 2012 باستخدام وحدة حفر إنسكو Ensco 5006.
بعد دق أنابيب الحفر، سيجري وضع حبال مغلفة حتى يخترق البئر الطبقة الملحية. وسيتم إجراء طاقم من العينات الكهربائية بعمق كامل للمساعدة في تقييم الخزانات المستهدفة. وتتوقع إيه‌تي‌پي أن تعلن النتائج في الربع الثالث من 2012. وستعمل إيه‌تي‌پي من خلال فرعها إيه‌تي‌پي لشرق المتوسط بحصة عمل قدرها 40%.
«ومع تجاوز الاكتشافات الأخيرة في الحوض المشرقي 35 تريليون قدم مكعب، فقد أصبح شرق المتوسط يشغي بجهود التنقيب عن الغاز والنفط،» كما قال ت. پول بولمان، رئيس مجلس إدارة إيه‌تي‌پي. «فمن أصل 26 اختراع وتطبيق مسجل وقيد التسجيل، فإن 16 منهم يتعلقون بوسائل تطوير حقول الغاز الطبيعي في المياه العميقة، الأمر الذي يعطي إيه‌تي‌پي ميزة في حال نجاحها في هذا البئر.»
وتذكر شركة إيه‌تي‌پي أن إسرامكو النقب، شريكتها في شمشون، في 6 مارس 2011 أفادت أنها تلقت تقييماً هندسياً مستقلاً للمخزون من شركة لوكوود وشركاه يقدر إجمالي مصادر الغاز الطبيعي المحتملة في شمشون وقد خلصت حسابات التقدير لإجمالي إحتمالات نجاح التنقيب الجيولوجي والجيوفيزيائي أن احتمال عشرين بالمائة هو احتمال معقول. وقالت لوكوود أن أقصى تقدير للاحتياطي عند احتمال 100% هو 3.4 تريليون قدم مكعب، وأقل تقدير كان 1.5 تريليون قدم مكعب وأفضل تقدير له كان 2.3 تريليون قدم مكعب.
وفي 6 يونيو 2012، صرح مسئول بشركة أي تي بي ان تم ايقاف العمل ببئر شمشون 1 لمدة عشر أيام إثر انهيار جزئي للبئر مما ادى إلى عرقلة خروج بعض انابيب الحفر ولهذا السبب تم ايقاف الحفر لمدة أسبوع في هذا البئر على أن يتم إعادة ضخ بعض الاسمنت إلى البئر لتدعيمه والحيلولة من انهياره تماماً. يُذكر أنه صُرِّح أن نتائج الاستكشاف من هذا البئر ستتأخر لمدة 30 يوما نظراان الشركة ستقوم بعملية حفر مسار جانبي (SIDE TRACK) ستأخذ 14 يوما لتنفيذه ستتكلف هذه العملية 19 مليون دولار يذكر ان هذا ليست المرة الأولى لايقاف الحفر في هذه الطبقات نظرا للمشاكل التي تواجه الحفارات من ضغوط عالية وانهيارات جزئية في البئر مما بؤدي لتعطيل عملية الحفر بها أو لحفر مسارات جانبية.
بئر شمشون-1 هو أول بئر استكشافي في إسرائيل غير مملوك لشركة نوبل إنرجي وبالفعل نجحت الشركة اسرامكو في عمليات الحفر ووضع البئر على اختبارات الإنتاج وقد تم استكمال الاختبارات النهائية في 30 يوليو 2012 هذه الاختبارات أخذت 35 يوم للاستكمال ووضعه على أجهزة الإنتاج وكانت مرحلة الإنتاج الأولى وصلت ل 30 مليون قدم مكعب من الغاز ويذكر ان تقديرات اولية تشير إلى أن متوسط إنتاج البئر اليومي يصل إلى 22.7 مليون ق³ من الغاز الطبيعي.

## الحفار إنسكو 5006
في 29 يوليو 2012، أعلن موقع وزارة النقل الاسرائيلية قسم النقل البحري، أن الحفار إنسكو 5006 والذي قام بعملية الحفر في حقل شمشون انه سينتقل في الثاني من أغسطس من حقل شمشون إلى حقل لڤياتان وسيظل قابعاً في الموقع الجديد حتى الثالث من سبتمبر 2012.
احداثيات الحفار اينسكو 5006 في حقل لڤياتان 
33° 00, 4' N
033° 43, 3' E